# 23 км (платформа)
Платформа 23 км — недіюча залізнична платформа Запорізької дирекції Придніпровської залізниці. Знаходиться на перегоні Запоріжжя-Ліве — Імені Анатолія Алімова.
Розташована у Заводському районі міста Запоріжжя за 300 метрів від прохідної металургійного комбінату «Запоріжсталь».

## Транспортне сполучення
На Платформі 23 км зупинялися приміські електропоїзди сполученням Запоріжжя-Ліве — Дніпробуд II. Після 2014 року рух електропоїздів був скасований.